# Nelson Jair Cardona Ramírez
Nelson Jair Cardona Ramírez (ur. 18 stycznia 1969 w Norcasia) – kolumbijski duchowny katolicki, biskup San José del Guaviare w latach 2016-2024, biskup Pereiry od 2024. 

## Życiorys
Święcenia kapłańskie otrzymał 12 grudnia 1992 i został inkardynowany do diecezji La Dorada-Guaduas. Pracował głównie jako duszpasterz parafialny oraz jako biskupi delegat dla kilku gałęzi duszpasterstwa. Przez kilkanaście lat był także wykładowcą i wychowawcą w diecezjalnym seminarium.
7 maja 2016 papież Franciszek mianował go ordynariuszem diecezji San José del Guaviare. Sakry biskupiej udzielił mu 18 czerwca 2016 biskup Oscar Aníbal Salazar Gómez.  Uroczyste objęcie urzędu miało miejsce 9 lipca 2016. 4 października 2024 został przeniesiony na urząd biskupa diecezji Pereiry. Ingres odbył 4 grudnia 2024.